# Vescomtat d'Albi
El vescomtat d'Albi fou una jurisdicció feudal d'Occitània centrada a la ciutat d'Albi. L'Albigès pertanyia als comtes de Tolosa i fou inclòs en el vescomtat de Roergue cap al 872. El vescomte Ató de Roergue va morir cap al 875 i va deixar quatre fills: Bigó i Ató que foren vescomtes de Tolosa; Sicard que fou vescomte de Lautrec; i Bernat I que va rebre el vescomtat d'Albi o Albigès. Bernat va tenir dos fills: Frotari que fou bisbe, i Ató que va exercir com a vescomte d'Albi. Es va casar amb Diafromissa i va deixar dos fills, un altre Frotari, també bisbe, i Bernat II Ató, vescomte de l'Albigès. Es va casar amb Gauciana, vescomtessa de Nimes, quedant units ambdós vescomtats. Bernat II Ató va tenir tres fills: un tercer Frotari també bisbe, Ermengarda (casada amb Bernat I senyor d'Andusa) i Ató II, vescomte d'Albi i Nimes, casat amb Gerberga. Va morir el 1032 i va deixar tres fills: Frotari (el quart bisbe d'aquest nom dins la família), Sigari, i Bernat Ató III, vescomte d'Albi i Nimes, casat amb Ramgarda de Rasès, amb qui va tenir a Ramon Bernat I Trencavell, que el 1060 va rebre Nimes i Albi i per matrimoni amb Ermengarda fou vescomte de Besiers i Agde i comte de Carcassona i Rasès. Els drets d'Ermengarda a Carcassona i Rasès foren venuts al comte de Barcelona que exercia la sobirania feudal sobre Besiers i Agde, i que els va retornar en feu a Ramon Bernat I Trencavell. El 1074 va morir Ramon Bernat I, i el va succeir a Nimes i Albi el seu fill Bernat Ató IV (I de Carcassona), que el 1082 va reclamar la plena sobirania sobre Carcassona, Rasés, Besiers i Agde pels drets de la seva mare. El 1129, a la mort de Bernat Ató I, Nimes i Agde van passar al seu fill Bernat Ató II (casat amb Guillema de Montpeller), i Albi, Besiers, Carcassona i Rasès als fils Roger i Ramon Trencavell I. Mort el darrer el 1167 van passar als seus fills Roger II i Ramon Trencavell II, quedant només el primer que va morir el 1194 i el va succeir el seu fill Ramon Roger I que va perdre els seus estats el 1209 davant Simó de Montfort, quedant incorporats a França el 1218. El fill de Ramon Roger I, Ramon Trencavell III va recuperar els estats el 1224, però els va perdre el 1227. Pel tractat de París es va reconèixer el domini de la corona a la meitat del vescomtat (la riba esquerra del riu Tarn amb la ciutat d'Albi) mentre la resta quedava per Tolosa dividida en set batllies; les fortaleses càtares de Lavaur, Gaillac, Rabastens, Montaigu i Puicelci van ser desmantellades i les de Cordes i Penne quedaven per al rei durant deu anys. Castres fou donada en feu a Felip, nebot de Simó de Montfort. Ramon Trencavell III va intentar recobrar els seus dominis el 1240 amb ajuda d'Enric III d'Anglaterra, i va assetjar Carcassona, però finalment el 1247 va renunciar en favor del rei de França a canvi d'una pensió de 600 lliures. La ciutat d'Albi fou reconeguda als bisbes el 1268.

## Llista de vescomtes d'Albi[1]
Dinastia privativaComtes d'Albi:
- Bernat I c. 875-918
- Ató I 918-937
- Bernat II Ató (fill) 937-974

Dinastia privativaVescomtes d'Albi:
- Ató II (fill) 974-1032
- Bernat III Ató 1032-1060

Dinastia Trencavell
- Ramon Bernat I 1060-1074
- Bernat Ató IV (fill) 1082-1129 (vescomte de Carcassona, Rasès, Agde, Albi i Nimes)
- Roger I (fill) (IV de Carcassona) 1129-1150
- Ramon Trencavell I (germà) 1150-1167
- Ramon Trencavell II (fill, associat) 1167-?
- Roger II (V de Carcassona) (fill) 1167-1194
- Ramon Roger I (germà) 1194-1209
- 1209 Territori conquerit per Simó IV de Montfort durant la Croada albigesa

## Dinastia Montfort
- 1209-1218 Simó IV de Montfort
- 1218-1224 Amaurí IV de Montfort
- 1224 Amaurí IV de Montfort el cedeix a la corona de França. Del 1224 al 1227 i durant el 1247 Ramon II de Trencavell l'ocuparà temporalment.